# Clorato di bario
Il clorato di bario è il sale di bario dell'acido clorico. Si presenta come un solido bianco cristallino. È irritante, e se ingerito può causare nausea, vomito e diarrea. È usato in pirotecnica per produrre il colore verde.

## Sintesi
Può essere prodotto da una reazione di doppio scambio del cloruro di bario col clorato di sodio.
{\displaystyle {\ce {BaCl2 + 2 NaClO3 -> Ba(ClO3)2 + 2 NaCl}}}
viene spesso usato per conferire il colore verde agli artifizi pirotecnici.